# أنيتا غريف
أنيتا غريف (بالنرويجية البوكمول: Anita Greve)‏ هي رسامة نرويجية، ولدت في 5 أغسطس 1903 في أوسلو في النرويج، وتوفي بنفس المكان في 19 سبتمبر 1972.